# Ancylotherium
Genre
Synonymes
- Metaschizotherium von Koenigswald, 1932[1]
- Postschizotherium von Koenigswald, 1932[1]

Ancylotherium est un genre éteint de mammifères de la famille des Chalicotheriidae (ordre des périssodactyles). 
C'est un proche cousin des genres Chalicotherium et de Moropus. Il vivait en Afrique, en Asie et en Europe au Miocène et au Pliocène,. Il mesurait 2 m de haut, 3 m de long pour un poids maximal de 500 kg.
Dinofelis et Amphicyon étaient ses principaux prédateurs.

## Liste d'espèces
Selon Paleobiology Database (1 juin 2021) :
- † Ancylotherium hellenicum Koufos, 2012
- † Ancylotherium pentelicum (Gaudry & Lartet, 1856)

Selon BioLib (1 juin 2021) :
- † Ancylotherium anlungense Tung, Huang & Qiu, 1975
- † Ancylotherium fraasi von Koenigswald, 1932
- † Ancylotherium hennigi (Dietrich, 1942)
- † Ancylotherium pentelicum Gaudry & Lartet, 1856)
- † Ancylotherium pingliangense Wu & Chen, 1976
- † Ancylotherium tugenensis Pickford, 1979